# ブラニスラフ・ニニャイ
ブラニスラフ・ニニャイ（Branislav Niňaj, 1994年5月17日 - ）は、スロバキア・ブラティスラヴァ出身の同国代表サッカー選手。シェプシOSKスフントゥ・ゲオルゲ所属。ポジションはDF（センターバック）。

## クラブ歴
2012年にŠKスロヴァン・ブラティスラヴァに移籍し、2013-14シーズンからレギュラーに定着した。
2015-16シーズンより、ベルギーのスポルティング・ロケレンに移籍した。加入後2シーズンで40試合出場1得点を記録したが、2017-18シーズンはオスマンルスポルFKやMŠKジリナといったクラブへ期限付き移籍を繰り返した。
2018年7月30日、オランダのフォルトゥナ・シッタートと延長オプション付きの3年契約を締結した。
2020-21シーズンは出場機会を失い、2021年1月28日にルーマニアのACSシェプシOSKスフントゥ・ゲオルゲに移籍。2年半の契約を締結した。

## 代表歴
2013年11月19日、ジブラルタルとの親善試合でスロバキア代表デビュー。

## タイトル
スロヴァン・ブラティスラヴァ
- ツォルゴン・リーガ : 2012-13, 2013-14
- スロヴェンスキー・ポハール : 2012-13